# Haloplanus
Genre
Espèces de rang inférieur
- Haloplanus aerogenes
- Haloplanus natans
- Haloplanus vescus

Haloplanus est un genre d'archées halophiles de la famille des Halobacteriaceae.